# Instruction interministérielle
Pour les articles homonymes, voir Instruction.
Une instruction interministérielle est une instruction relative à plusieurs ministères, émise par un organisme interministériel.